# Antonio Benarrivo
Antonio Benarrivo (Bríndisi, Apulia, 21 de agosto de 1968) es un exfutbolista italiano que jugaba preferentemente de lateral izquierdo o derecho. Es el único jugador en ganar ocho títulos con el Parma, del que formó parte durante la mayor parte de su carrera. Es, con 362, el segundo futbolista con más presencias en ese club, por debajo de las 385 de Luigi Apolloni.
Debutó en el Brindisi F. C. en 1986, donde jugó en tercera división durante tres años, y después lo transfirieron al Padova, de segunda categoría. Tras dos temporadas en las que disputó setenta encuentros y anotó siete goles, en 1991 se trasladó al Parma, que en la década de 1990 se convirtió en «el club de los milagros», dado que pasó de ser un equipo semidesconocido a ganar varios torneos y realizar buenas campañas en Serie A. Benarrivo se retiró a los treinta y seis años en 2004, misma época en que la empresa dueña del club, Parmalat, quebró.
Con la selección italiana, jugó en la categoría sub-21 a finales de la década de 1980. En 1993, realizó su debut con la selección absoluta y más tarde logró el segundo puesto en la Copa Mundial de Fútbol de 1994, en la que disputó seis partidos y fue una de las revelaciones del equipo. Luego de esto, se perdió la Eurocopa 1996 por una lesión y siguió jugando con la selección hasta 1997.

## Carrera

### Clubes
Antonio Benarrivo empezó a jugar de extremo en el polideportivo Santa Chiara y después se trasladó al Casale Sport, donde lo posicionaron de defensor. Un año más tarde, se unió al Gioventù Brindisi Calcio y participó en el campeonato Dante Berretti. Tras la fusión de ese club con el Brindisi Calcio, en 1986 realizó su debut en Serie C, en un equipo integrado mayormente por futbolistas jóvenes, porque la institución no tenía dinero para fichajes. El jugador debutó en un partido contra el Casertana y sumó más participaciones una vez que Giancarlo Ansaloni sustituyó a Giuseppe Leo como director técnico. En la temporada 1988-89, fue titular y su club estuvo a pocos puntos de ascender a segunda división. En 1989, el exfutbolista y director deportivo Piero Aggradi lo llevó al Padova de Serie B, donde pasó dos temporadas y anotó siete goles en setenta partidos. En la primera pretemporada, el entrenador Enzo Ferrari utilizó al centrocampista Giovanni Piacentini de lateral izquierdo, pero cuando tuvo que ponerlo en el centro del campo debido a problemas de lesiones, decidió darle la titularidad a Benarrivo, que le marcó un gol al Cosenza en la primera jornada de liga. En el segundo año, su club quedó quinto en la liga, a un punto de puestos de ascenso.
En 1991, fichó por el Parma, que pagó 1 300 000 000 de liras italianas por el pase, y en su primera temporada ganó la Copa Italia tras derrotar a la Juventus. Debido a que debía disputar el puesto de lateral izquierdo con Alberto Di Chiara, titular indiscutido, Benarrivo le dijo al entrenador Nevio Scala que también era capaz de jugar en la banda derecha —lo cual era falso, como el propio jugador afirmó— y, a partir de entonces, comenzó a contar con muchos minutos. Tiempo después, reflexionó sobre esto cuando dijo: «Gané muchísimo jugando de lateral derecho gracias a una mentira, una mentira hecha con buenas intenciones». Al año siguiente, se proclamó campeón de la Recopa de Europa y, gracias a ese título, jugó la Supercopa de Europa, donde su equipo venció al Milan de Fabio Capello. Esta copa, que se disputó entre enero y febrero de 1994, constó de dos encuentros: en la ida, el Milan se impuso por 1-0, pero en la vuelta el Parma ganó por 2-0, con Benarrivo asistiendo de cabeza a Roberto Sensini en el primer tanto y a Massimo Crippa en el segundo. Además, el jugador fue titular en la final de Recopa de Europa 1993-94, en la que el club italiano no logró defender el campeonato al perder con el Arsenal por 1-0.
En virtud de su desgastante participación en la Copa del Mundo en Estados Unidos y de una tendinopatía sufrida el 23 de agosto, se perdió el inicio de la temporada 1994-95 y, cuando volvió el 25 de septiembre ante la Lazio en un encuentro de liga, solo llegó a jugar veinticuatro minutos hasta resentirse. Regresó el 8 de enero en un partido de Serie A contra la Juventus, donde ingresó en el segundo tiempo y su equipo perdió por 3-1. El Parma obtuvo grandes resultados en esa campaña, dado que disputó la final de la Copa Italia, que perdió con la Juventus por marcador global de 3-0, y ocupó el tercer lugar en la liga, por diferencia de goles con el segundo, la Lazio. También, el club ganó la Copa de la UEFA tras vencer a la Juventus por un global de 2-1.
Las principales características de Benarrivo eran su velocidad, anticipación y, a pesar de su estatura, buen rechazo de balón con la cabeza. No obstante, era poco goleador; su primer tanto en el Parma se lo marcó a la Fiorentina el 24 de septiembre de 1995, en un triunfo por 3-0 en Serie A. Además, en esa temporada anotó otros dos goles, todos en victorias por partidos de liga: contra el Pavoda, el 18 de febrero de 1996, y el Vicenza, el 28 de abril. El equipo quedó tercero en la liga y  disputó la Supercopa italiana 1995, donde el futbolista jugó los últimos siete minutos, que perdió por 1-0 con la Juventus. Para la temporada 1996-97, el Parma contrató al entrenador Carlo Ancelotti y, al principio, los resultados no fueron los esperados, dado que perdieron en primera ronda de Copa de la UEFA, de igual forma fueron eliminados tempranamente en la copa nacional y llegaron a ocupar el decimocuarto lugar en Serie A. La directiva le informó a Ancelotti que, si perdía el encuentro de liga contra el Vicenza el 15 de diciembre, sería despedido. El equipo empezó perdiendo, pero Benarrivo empató en el minuto 85 y, a partir de entonces, el Parma encadenó una serie de resultados que lo terminaron dejando segundo en la liga.
Por esos tiempos, se lo vinculó con el Newcastle United, aunque el club inglés optó por fichar al defensa del Internazionale Alessandro Pistone. Durante la temporada 1997-98, el futbolista disputó su primer encuentro como capitán, hecho que sucedió en un partido de Liga de Campeones frente al Borussia Dortmund que terminó 1-0 a su favor. En la primera jornada de Serie A, le marcó un gol al Bari en el minuto 71, y el partido finalizó con marcador 2-0. Su club acabó sexto en la liga, empatado en puntos con la Fiorentina, perdió en semifinales de Copa Italia con el Milan y fue eliminado en fase de grupos de Liga de Campeones. Para la siguiente campaña, se contrató a Alberto Malesani de técnico y Benarrivo se convirtió en uno de los jugadores con más participación en esa temporada, aunque no disputó la final de la Copa de la UEFA en la cual su equipo venció al Olympique de Marsella. También ganaron la Copa Italia, después de un empate global a tres goles contra la Fiorentina en la final; el Parma se llevó el título por la regla del gol de visitante. Benarrivo tampoco disputó esta final, ya que no fue convocado a los últimos encuentros de la temporada. La Serie A la ganó el Milan, mientras que el Parma estuvo entre los primeros puestos y clasificó a Liga de Campeones.
En la temporada 1999-2000, Benarrivo disputó menos partidos y tuvo menos minutos, y su papel en el equipo empezó a ser el de «capitán que no juega». Ese año, el club ganó la Supercopa italiana al vencer al Milan por 2-1, en un partido en el que el jugador entró en el minuto 86 por Diego Fuser y se desempeñó como carrilero. Su último gol lo marcó el 15 de diciembre de 1999 en un encuentro de octavos de final de copa local contra el Cagliari, en el que el Parma quedó eliminado después de perder por un global de 3-2. El conjunto italiano quedó afuera de Copa de la UEFA luego de caer ante el Werder Bremen en octavos de final y Benarrivo jugó unos veinte minutos en la vuelta, que terminó a favor de los alemanes por global de 3-2. En liga, el Parma quedó quinto, por lo que el 23 de mayo de 2000 debió jugar un partido contra el Internazionale para clasificar a Liga de Campeones; Benarrivo fue suplente y su equipo perdió 3-1. En los años posteriores, el equipo tuvo una serie de entrenadores tras la salida de Malesani, estos fueron Arrigo Sacchi, quien había dirigido al futbolista en el Mundial de 1994, Renzo Ulivieri, Daniel Passarella y Pietro Carmignani, mientras que Benarrivo empezó a tener cada vez menos minutos, hasta tal punto que en septiembre de 2001 se consideró una cesión de un año al Middlesbrough de Premier League. Tampoco jugó la final de la copa nacional, que su equipo perdió ante la Fiorentina.
A pesar de la falta de oportunidades, rechazó la opción de ir al Middlesbrough y ganó la final de la Copa Italia 2001-02, donde en el encuentro de ida frente a la Juventus jugó de extremo y en la vuelta, de defensa central en línea de tres, junto con Sensini y Luigi Sartor. Benarrivo se convirtió, entonces, en el único jugador del Parma en ganar los ocho títulos del club. Ese año, el Parma tuvo una mala actuación en la Copa de la UEFA tras ser eliminado por el Hapoel Tel Aviv, lo que generó especulaciones sobre una posible salida del jugador hacia un club inglés, como el Arsenal o el Fulham, pero se terminó quedando en el Parma. No pudo irse al Fulham, que contaba en la dirección deportiva con Franco Baresi, compañero de selección de Benarrivo, en vista de motivos médicos. En el inicio de la siguiente campaña, no fue convocado a la Supercopa italiana, que la Juventus ganó por 2-1. En sus dos últimas temporadas, jugó veintitrés y diez partidos, respectivamente. Benarrivo se retiró a los treinta y seis años en 2004, mismo año en que Parmalat, empresa dueña del club, cayó en bancarrota debido a fraude financiero perpetrado por Calisto Tanzi. Es el segundo futbolista con más partidos en el Parma, con 362, a veintitrés de Luigi Apolloni.

### Selección nacional
Benarrivo fue convocado en varias ocasiones a la selección de Italia sub-21 durante su tercera temporada en el Brindisi. En septiembre de 1993, tras su buen rendimiento en el Parma, llegó su primer llamado a la selección absoluta, dirigida por Arrigo Sacchi, para jugar de lateral izquierdo. Su debut se produjo el día 22 de ese mes en un partido clasificatorio a la Copa Mundial de Fútbol de 1994 que le ganaron Estonia por marcador 3-0. El futbolista disputó siete encuentros más, dos oficiales y cinco amistosos, y lo convocaron al Mundial de Estados Unidos, donde era el jugador más veloz del plantel. Sacchi le pedía principalmente que recuperase el balón y comenzara la jugada desde el fondo de su área. Italia debutó en la competición con la defensa del Milan, con Mauro Tassotti de lateral izquierdo, y sorpresivamente perdió con Irlanda por 1-0, de manera que Benarrivo fue titular en el segundo partido, que terminó en triunfo sobre Noruega.
El siguiente partido que disputó en ese Mundial fue el empate a un gol contra México que clasificó a Italia a la fase de eliminación y, en octavos de final, fue titular frente a Nigeria. Ese encuentro lo iban ganando los nigerianos por 1-0 hasta que Roberto Baggio empató en el minuto 88 y llevó el duelo a prórroga, donde a Benarrivo le cometieron un penal que Baggio convirtió en el gol de la victoria. El jugador se afianzó en el equipo y los italianos vencieron a España y a Bulgaria, ambos encuentros por 2-1, aunque perdieron la final contra Brasil en tanda de penales. Benarrivo tuvo una buena actuación en el torneo; de hecho, Emilio Marrese escribió en La Repubblica que «[él] es uno de los pocos rostros alegres en el álbum azzurro del Mundial de 1994», pero participar en la competición lo dejó exhausto, en parte debido al calor sofocante que hizo durante los partidos, y desembocó varias lesiones en los meses posteriores. Luego, disputó cuatro encuentros de clasificación para la Eurocopa 1996, torneo al cual no fue convocado por estar lesionado, y en 1997 jugó sus últimos tres partidos como internacional, con Cesare Maldini de entrenador.

### Participaciones en Copas del Mundo
| Mundial                        | Sede           | Resultado  |
| ------------------------------ | -------------- | ---------- |
| Copa Mundial de Fútbol de 1994 | Estados Unidos | Subcampeón |

## Estadísticas

### Clubes
| Brindisi · Italia | 3.ª   | 1986-87   | 14  | 0  | —  | — | —  | — | 14  | 0  |
| Brindisi · Italia | 3.ª   | 1987-88   | 31  | 0  | —  | — | —  | — | 31  | 0  |
| Brindisi · Italia | 3.ª   | 1988-89   | 31  | 2  | —  | — | —  | — | 31  | 2  |
| Brindisi · Italia | Total | Total     | 76  | 2  | 0  | 0 | 0  | 0 | 76  | 2  |
| Padova · Italia | 2.ª   | 1989-90   | 33  | 3  | 1  | 0 | —  | — | 34  | 3  |
| Padova · Italia | 2.ª   | 1990-91   | 36  | 4  | —  | — | —  | — | 36  | 4  |
| Padova · Italia | Total | Total     | 69  | 7  | 1  | 0 | 0  | 0 | 70  | 7  |
| Parma · Italia | 1.ª   | 1991-92   | 30  | 0  | 9  | 0 | 2  | 0 | 41  | 0  |
| Parma · Italia | 1.ª   | 1992-93   | 20  | 0  | 5  | 0 | 6  | 0 | 31  | 0  |
| Parma · Italia | 1.ª   | 1993-94   | 28  | 0  | 6  | 0 | 9  | 0 | 43  | 0  |
| Parma · Italia | 1.ª   | 1994-95   | 17  | 0  | 2  | 0 | 5  | 0 | 24  | 0  |
| Parma · Italia | 1.ª   | 1995-96   | 27  | 3  | 2  | 0 | 6  | 0 | 35  | 3  |
| Parma · Italia | 1.ª   | 1996-97   | 22  | 1  | 1  | 0 | 1  | 0 | 24  | 1  |
| Parma · Italia | 1.ª   | 1997-98   | 24  | 1  | 6  | 0 | 5  | 0 | 35  | 1  |
| Parma · Italia | 1.ª   | 1998-99   | 25  | 0  | 3  | 0 | 7  | 0 | 35  | 0  |
| Parma · Italia | 1.ª   | 1999-2000 | 18  | 0  | 2  | 1 | 4  | 0 | 24  | 1  |
| Parma · Italia | 1.ª   | 2000-01   | 13  | 0  | 2  | 0 | 4  | 0 | 19  | 0  |
| Parma · Italia | 1.ª   | 2001-02   | 9   | 0  | 6  | 0 | 3  | 0 | 18  | 0  |
| Parma · Italia | 1.ª   | 2002-03   | 19  | 0  | —  | — | 4  | 0 | 23  | 0  |
| Parma · Italia | 1.ª   | 2003-04   | 6   | 0  | 2  | 0 | 2  | 0 | 10  | 0  |
| Parma · Italia | Total | Total     | 258 | 5  | 46 | 1 | 58 | 0 | 362 | 6  |
| Total | Total | Total     | 403 | 14 | 47 | 1 | 58 | 0 | 508 | 15 |
| (1) Incluye datos de Copa Italia y Supercopa de Italia. (2) Incluye datos de Copa de la UEFA, Recopa de Europa, Supercopa de Europa y Liga de Campeones de la UEFA. |       |           |     |    |    |   |    |   |     |    |

### Selección
| Italia |       |   |   |   |   |    |    |    |   |
| 1993 | —     | — | — | — | 3 | 0  | 3  | 0  |   |
| 1994 | 5     | 0 | — | — | 6 | 0  | 11 | 0  |   |
| 1995 | 2     | 0 | 4 | 0 | — | —  | 6  | 0  |   |
| 1996 | —     | — | — | — | — | —  | 0  | 0  |   |
| 1997 | 1     | 0 | — | — | 2 | 0  | 3  | 0  |   |
| Total | Total | 8 | 0 | 4 | 0 | 11 | 0  | 23 | 0 |
| (1) Incluye los partidos de clasificación para la Eurocopa (1996). (2) Incluye los partidos de la Copa Mundial de Fútbol (1994) y clasificación (1994 y 1998). |       |   |   |   |   |    |    |    |   |

### Resumen
| Competición                   | Partidos | Goles | Promedio |
| ----------------------------- | -------- | ----- | -------- |
| Liga                          | 403      | 14    | 0,03     |
| Copas nacionales              | 47       | 1     | 0,02     |
| Competiciones internacionales | 58       | 0     | 0,00     |
| Selección italiana            | 23       | 0     | 0,00     |
| Total                         | 531      | 15    | 0,02     |

## Palmarés

### Campeonatos nacionales
| Título              | Club  | País   | Año     |
| ------------------- | ----- | ------ | ------- |
| Copa Italia         | Parma | Italia | 1991-92 |
| Copa Italia         | Parma | Italia | 1998-99 |
| Supercopa de Italia | Parma | Italia | 1999    |
| Copa Italia         | Parma | Italia | 2001-02 |

### Campeonatos internacionales
| Título              | Club  | País   | Año     |
| ------------------- | ----- | ------ | ------- |
| Recopa de Europa    | Parma | Italia | 1992-93 |
| Supercopa de Europa | Parma | Italia | 1993    |
| Copa de la UEFA     | Parma | Italia | 1994-95 |
| Copa de la UEFA     | Parma | Italia | 1998-99 |

## Vida privada
Benarrivo nació el 21 de agosto de 1968 en Bríndisi, ciudad donde aún vive, y es hijo de Enza y Luciano. Tiene dos hermanos, Giuseppe y Vincenzo. Está en pareja con Maura Vitali, con quien tiene dos hijos, Edoardo y Alessandro. Es dueño de una pizzería y trabaja en la industria de la construcción. Además, a mediados de la década de 1990 creó una escuela de fútbol para el Brindisi F. C., se hizo accionista y en diciembre el año 2000, cuando el club estaba en cuarta división, lo compró.